# Tötungsdelikte an der Startbahn West

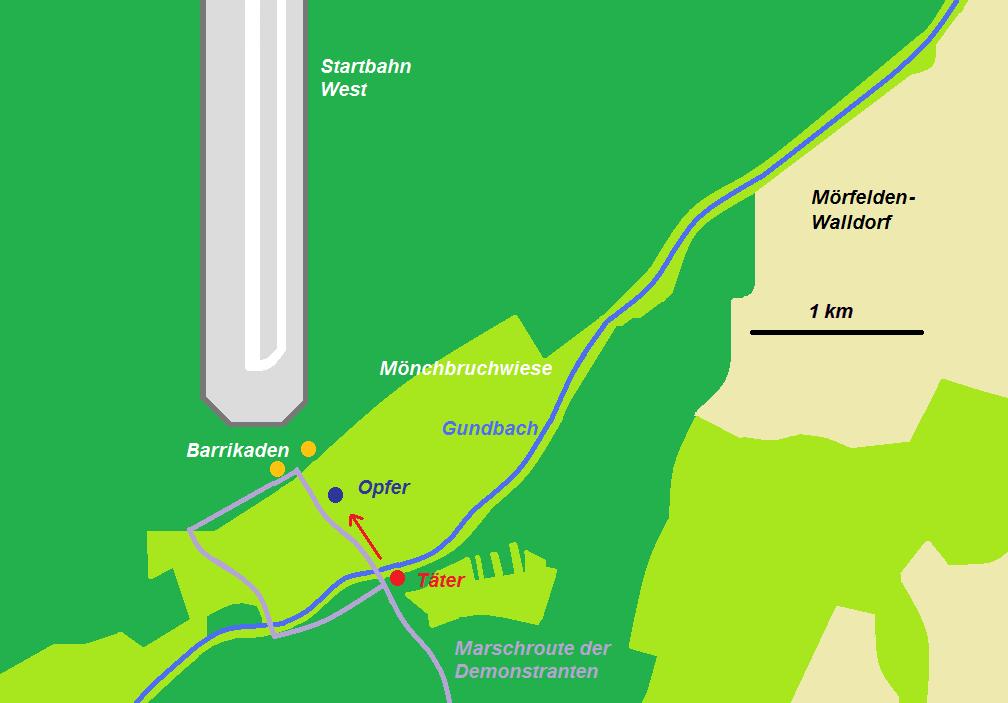
Schematische Übersicht über die wesentlichen Örtlichkeiten

Die Tötungsdelikte an der Startbahn West des Frankfurter Flughafens am 2. November 1987 waren die ersten und bisher einzigen tödlichen Angriffe auf Polizeibeamte in der Geschichte der Bundesrepublik Deutschland während einer Demonstration.
Der damals 33-jährige Andreas E., Mitglied einer autonomen Gruppe, feuerte während einer Versammlung von Gegnern der damals bereits seit drei Jahren in Betrieb befindlichen Startbahn West 14 Schüsse mit einer Pistole auf Einsatzkräfte der hessischen Bereitschaftspolizei ab. Ein 43-jähriger und ein 23-jähriger Polizeibeamter starben, sieben weitere wurden durch die Schüsse teilweise schwer verletzt. Die Tat erregte bundesweit großes Aufsehen und markierte das Ende der organisierten Proteste gegen die Startbahn West. Zwei Jahre nach Beginn des sogenannten Frankfurter Startbahnprozesses wurde der Täter im März 1991 zu einer 15-jährigen Freiheitsstrafe verurteilt; im Oktober 1997 wurde er nach Verbüßung von zwei Dritteln der Haftzeit entlassen.

## Vorgeschichte

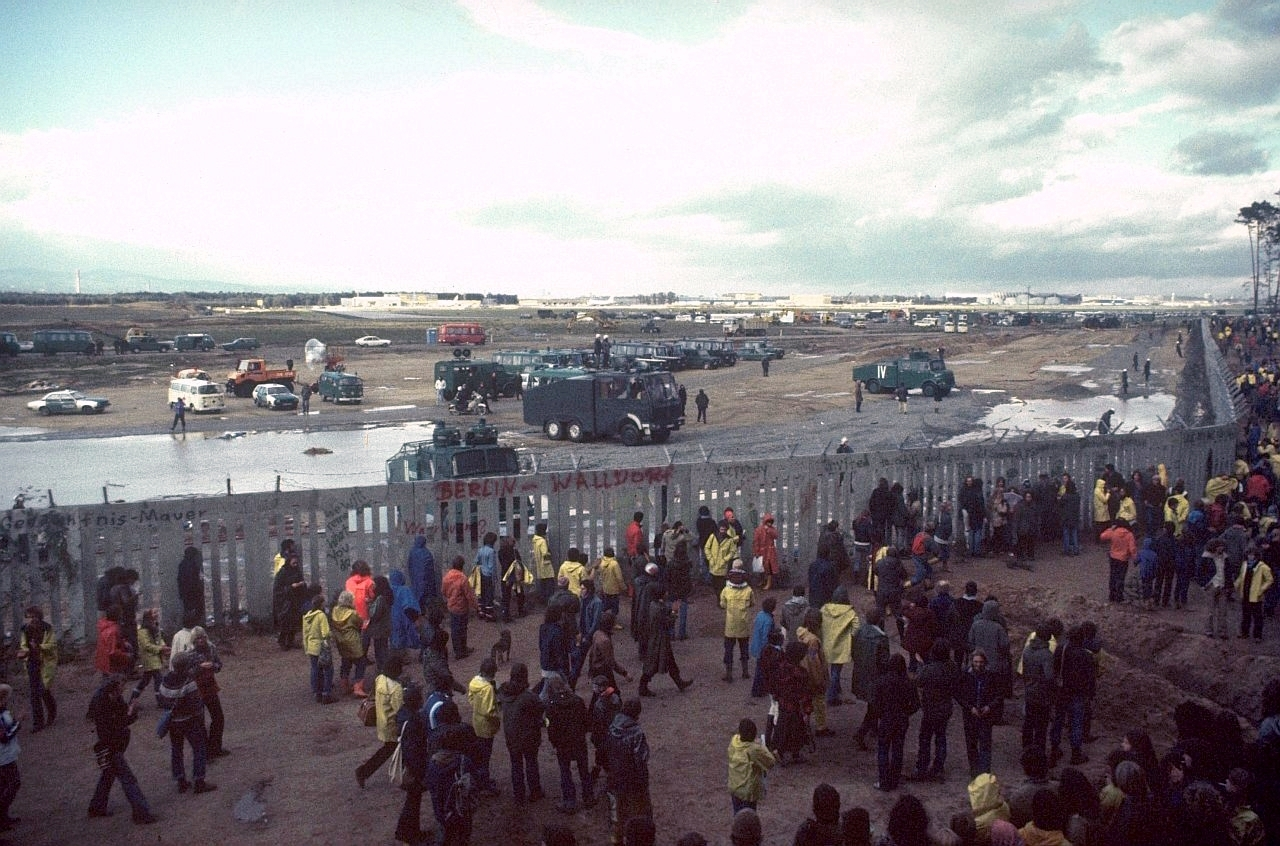
Startbahn West in der Bauphase

1979 hatte sich die „Aktionsgemeinschaft gegen die Flughafenerweiterung“ gegründet, die sich wenige Monate später in „Bürgerinitiative gegen die Flughafenerweiterung Frankfurt Rhein-Main“ umbenannte. Ein Jahr später begannen die Vorbereitungsarbeiten des Frankfurter Flughafens an der Startbahn West. Dadurch nahm eine massive Protestwelle ihren Anfang und wurde zu einer der größten Bürgerbewegungen der Bundesrepublik Deutschland. In der Folge kam es unter anderem zu verschiedenen Protestaktionen durch die Bürgerinitiative, zur Errichtung eines Hüttendorfes und zu mehreren Demonstrationen, auf denen sich gewalttätige Protestierer und die Polizei stundenlange Straßenschlachten lieferten. Die Situation eskalierte zunehmend, es kam zu schweren, gewalttätigen Auseinandersetzungen. Es gab sowohl auf Seiten der Demonstranten als auch auf Seiten der Polizei zahlreiche Verletzte.
Am 2. November 1981 wurde das Hüttendorf friedlich geräumt. In mehreren deutschen Städten, insbesondere in Frankfurt am Main, kam es am selben sowie am darauffolgenden Tag wiederum zu schweren Auseinandersetzungen. Ihren Höhepunkt hatten die Proteste der Startbahngegner am 14. November 1981, als 150.000 Menschen in Wiesbaden demonstrierten und 220.000 Unterschriften gegen die Startbahn gesammelt werden konnten. Ab Frühjahr 1982 flauten die Proteste ab. Danach kam es nur noch zu sogenannten Sonntagsspaziergängen. Ortsansässige Bürger und autonome Gruppen bildeten den Kern der sonntäglichen Spaziergänger zur Startbahn, die am 12. April 1984 eingeweiht und dem Flugverkehr übergeben wurde. Während die Proteste gegen die Startbahn selbst bei den Grünen politisch keine Rolle mehr spielten und die Verhinderung der Startbahn wegen ihres Bestehens faktisch gar nicht mehr möglich war, entstand aus dem sonntäglichen Protestgang zur Startbahnmauer eine eigene „Widerstandskultur“. Zum 300. Sonntagsspaziergang kam es am 1. November 1987.
Die letzte größere Protestaktion gegen die Startbahn West fand schließlich am 2. November 1987 statt. Dieser Tag war der sechste Jahrestag der Räumung des Hüttendorfes.

## Tatumstände

### Demonstration am 2. November 1987
Bereits Ende Oktober 1987 hatte die Bürgerinitiative gegen die Flughafenerweiterung Frankfurt Rhein-Main zu einem „Jubiläumsprotest“ an der Startbahn West aufgerufen. Etwa zwei- bis dreihundert Teilnehmer folgten am 2. November 1987 dem Aufruf. Es gab zahlreiche Hinweise, dass es an diesem Tag zu Gewalttaten kommen würde. Bereits im Vorfeld waren bei Fahrzeugkontrollen Molotowcocktails sichergestellt worden. Die Polizei notierte die Kennzeichen der Fahrzeuge der angereisten Demonstranten.
Offiziell verlautbarter Treffpunkt war um 18:00 Uhr am Vereinslokal der SKG Walldorf 1888. Zu diesem Zeitpunkt war es bereits dunkel. Um nicht von der Polizei beobachtet zu werden, trafen sich die Protestierer durch mündlich-persönliche Weitergabe tatsächlich jedoch etwa zwei Kilometer weiter entfernt an einem Wildgatter in Mörfelden. Von dort aus setzte sich der Demonstrationszug gegen 19:20 Uhr in Bewegung und gelangte etwa eine halbe Stunde später an eine Weggabelung, knapp 250 Meter vor der Südspitze der Startbahn-West-Mauer entfernt. Von dort aus führt der einzige Weg an das Tor in der Mauer der Startbahn West. An dieser Stelle errichteten einige Demonstranten Barrikaden, indem sie Autoreifen mit Ketten und Moniereisen im Boden verankerten und anschließend mit Gaskartuschen versehene Strohballen aufeinanderschichteten. Das Terrain war durch mobile Lichtmasten der Polizei, die auf dem Gelände der Startbahn aufgestellt waren, hell erleuchtet.
Gegen 20:02 Uhr erging der Einsatzbefehl an alle eingesetzten Polizeieinheiten, aufgrund zu erwartender „Kleingruppentaktik“ der Demonstranten auf eine erhöhte Eigensicherung zu achten. Etwa zu diesem Zeitpunkt – um 20:00 Uhr – begannen gewaltsame Auseinandersetzungen. Demonstranten zündeten die errichteten Barrikaden an. Molotowcocktails flogen in Richtung der eingesetzten Polizeikräfte, ebenso Steine, durch Zwillen abgeschossene Stahlkugeln und abgefeuerte Signalmunition. Auf den Feldern gingen Heuballen in Flammen auf. Auf den schmalen Stegen brannten Barrikaden aus Ästen und abgeschlagenen Bäumen.
Um 20:31 Uhr löste die Polizei die Versammlung „angesichts der Gefahrenlage“ auf. Über den Lautsprecherwagen gab sie bekannt, dass der Fackelzug verboten sei, der Aufzug gefährde die öffentliche Sicherheit und Ordnung. Auf Seiten der Polizei rückten nun ab 20:38 Uhr die eingesetzten Hundertschaften sowie Wasserwerfer aus, um die Demonstranten über die etwa 600 Meter breiten Mönchbruchwiesen in Richtung Gundbach und die hinter ihm angrenzenden Waldgebiete zurückzudrängen. Das Wiesengelände war durch den Mond, die Scheinwerfer eines Polizeihubschraubers und die beiden mobilen Lichtmasten gut ausgeleuchtet.
Gegen 20:57 Uhr, als die gewaltsamen Auseinandersetzungen noch im vollen Gange waren, kam der Einsatzbefehl über Lautsprecher, das Gebiet nur bis zum Beginn der Mönchbruchwiese zu räumen. Die Polizeibeamten der eingesetzten Hundertschaft hatten diese Durchsage offenbar nicht mehr gehört. Sie stürmten auf das Wiesengelände, was den Regeln über die Eigensicherung der Beamten widersprach, die der Arbeitskreis II der Innenministerkonferenz erst kurze Zeit zuvor für den Einsatz gegen gewalttätige Störer aufgestellt hatte. Hierdurch gaben sie auf der flachen, mit nur kniehohem Gras bewachsenen, ausgeleuchteten Wiese „gut sichtbare Zielscheiben“ ab.

### Schüsse auf Polizisten

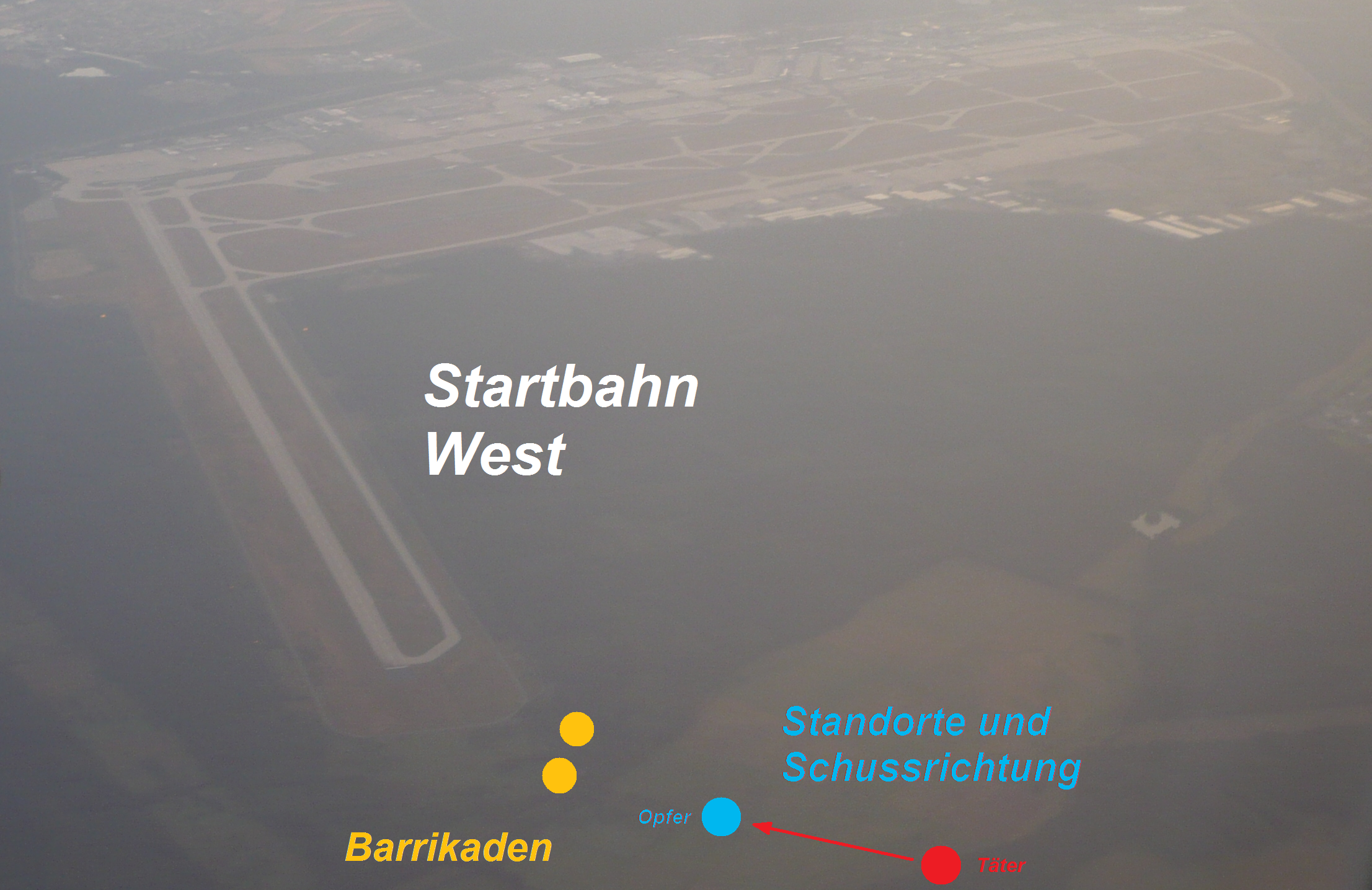
Standorte des Täters und der Opfer (vergrößert) und Schussrichtung

Zu diesem Zeitpunkt hielt sich Andreas E. gemeinsam mit anderen Demonstranten am Waldrand am Ufer des Gundbaches auf. Gegen 21:05 Uhr zog er eine Pistole. Auf welche Weise Andreas E. an die Schusswaffe gelangt war, blieb ungeklärt. Er gab aus dem Dunkeln heraus innerhalb weniger Minuten insgesamt 14 Einzelschüsse auf die eingesetzten Polizeikräfte ab, die insbesondere aufgrund der weißen Schutzhelme und der flachen, übersichtlichen Mönchbruchwiese gut erkennbar waren. Hierbei nahm er zwischen den Schüssen drei verschiedene, bis zu 55 Meter auseinander liegende Standorte ein und wechselte einmal das Magazin. Andreas E. traf insgesamt neun Polizeibeamte.
Der 43-jährige Polizeihauptkommissar Klaus Eichhöfer, Hundertschaftsführer der IV. Bereitschaftspolizeiabteilung Hanau, war 516 Meter vom Täter entfernt, als er einen Schuss in den Unterbauch erhielt. Der 23-jährige Polizeimeister Thorsten Schwalm war Angehöriger der III. Bereitschaftspolizeiabteilung in Mühlheim und seit drei Jahren im Dienst. Er war 83 Meter vom Täter entfernt, als er ebenfalls im Unterbauch getroffen wurde. Der für die beiden Opfer angeforderte Rettungshubschrauber traf gegen 21:20 Uhr ein. Auf dem Flug in die Universitätsklinik Frankfurt stellten die Rettungskräfte die Wiederbelebungsversuche für Klaus Eichhöfer ein. Er hinterließ eine Ehefrau und drei Kinder. Thorsten Schwalm erlag in der Universitätsklinik um 22:15 Uhr seinen inneren Verletzungen.
Weitere durch die Schüsse Getroffene waren der 26-jährige Polizeimeister Uwe K., der durch einen Lungendurchschuss schwer verletzt wurde, und der 23-jährige Polizeimeister Uwe T., der einen Oberschenkeldurchschuss erlitt. Fünf weitere Polizeibeamte wurden ebenfalls getroffen, jedoch leichter verletzt. Sie wurden mit Rettungswagen in die Flughafenklinik gefahren.
Ein Zeuge hatte unmittelbar nach der Tat einen Mann im Wald mit der Waffe in der Hand gesehen, woraufhin dieser im Gespräch die Schüsse in Richtung der Polizeibeamten zugab. Der Mann wies den Zeugen allerdings an, ja „das Maul“ zu halten. Der Zeuge konnte den Täter später nicht sicher identifizieren.
Die Tötungsdelikte waren die beiden ersten und bisher einzigen Fälle in der Geschichte der Bundesrepublik Deutschland, in denen Polizisten von einem Demonstranten getötet wurden. Das Komitee für Grundrechte und Demokratie sprach daher von einer „Zäsur“ in der Geschichte der Bundesrepublik, da erstmals „die Handlungslogik von Protest und Widerstand in die des Bürgerkriegs, die kalkulierte Vernichtung des Gegners, umgeschlagen zu sein“ schien.

## Ermittlungen

### Festnahme des Tatverdächtigen Andreas E.
Noch am Abend des Tattages zog der Generalbundesanwalt beim Bundesgerichtshof das Verfahren an sich, da der Verdacht bestand, dass „die Ermordung der Polizeibeamten nach den Umständen bestimmt und geeignet ist, den Bestand der inneren Sicherheit der Bundesrepublik Deutschland zu beeinträchtigen“. Die besondere Bedeutung des Falles ergab sich nach Auffassung des Generalbundesanwaltes aus der „Tötung von Polizeibeamten mit Schusswaffen am Rande einer Demonstration, aus der heraus vermummte Täter Gewalttaten begangen haben“.
Nach der Tat durchsuchte die Kriminalpolizei rund vier Dutzend Häuser und Wohnungen in Wiesbaden, Rüsselsheim und Frankfurt am Main. Auch den Täter suchten die Beamten auf. Über den Werdegang des damals 33-jährigen Werbegrafikers ist bekannt, dass er eine Ausbildung an der Werbefachschule in Kaiserslautern absolviert hatte und als kaufmännischer Angestellter im Dachziegelvertrieb einer Frankfurter Firma beschäftigt war, zuletzt als Werbeleiter. Andreas E.s Aktivitäten waren der Kriminalpolizei nicht unbekannt: Bereits seit 1980 gehörte er der Protestbewegung an und war auch an Gewaltaktionen beteiligt. Er galt als „Rädelsführer“ einer neunköpfigen Gruppe aus militanten Autonomen, die insbesondere Anschläge auf Hochspannungsmasten und Einrichtungen der Startbahn West plante und verübte. In der „revolutionären Szene“ war er kein anonymer Mitläufer, sondern sehr stark eingebunden. Ein Jahr vor der Tat wurde er an der deutsch-französischen Grenze festgenommen, weil sein Auto unter anderem mit „pyrotechnischem Gerät“ beladen war. Gegen ihn lief ein Ermittlungsverfahren wegen mehrerer Sabotageakte an Hochspannungsmasten; seine Wohnung war in diesem Zusammenhang bereits zweimal durchsucht worden. Andreas E.s Telefongespräche waren zur Tatzeit bereits seit geraumer Zeit überwacht worden. Aus einem Telefonat vom Nachmittag des Tattages erfuhren die Ermittler, dass am Abend ein Treffen an der „Spinnenbrücke“ stattfinden solle. Mit der „Spinnenbrücke“ konnte nur ein Ort an der Hochspannungstrasse südlich der Startbahn West gemeint sein, an dem drei Hochspannungsmasten parallel nebeneinander stehen – in unmittelbarer Nähe zum Tatort, an dem Andreas E. später die Schüsse abgab. Die Kriminalpolizei konnte sich diese Information zunächst nur so erklären, dass Andreas E. dort einen weiteren Strommast umsägen wolle.
Als Andreas E. am Morgen nach der Tat seine Wohnung in Frankfurt am Main nicht öffnete, fuhren die Ermittler zur Wohnung seiner Freundin in Frankfurt-Niederrad. Gegen 06:30 Uhr ließ die Kriminalpolizei die Wohnungstür durch einen Schlüsseldienst öffnen. Als die Kriminalbeamten das Schlafzimmer der Dachgeschosswohnung betraten, sahen sie Andreas E. auf der Fensterbank stehen. Er hatte kurz zuvor seinen Leinenrucksack in einer Dachgaube oberhalb des Schlafzimmerfensters verstecken wollen. Im Rucksack befanden sich neben der durchgeladenen Tatwaffe – einer 9-mm-Pistole P225 des Herstellers SIG Sauer – auch ein mit fünf Schuss gefülltes Magazin, zwei leere, passende Magazine, drei Handfunkgeräte, eine Strumpfmaske sowie ein Paar Handschuhe. Später fanden Ballistiker heraus, dass die tödlichen Schüsse aus dieser Waffe stammten, und die Kriminaltechnik stellte fest, dass die Handschuhe Schmauchspuren aufwiesen.
Am Folgetag, dem 3. November 1987, kommentierte Generalbundesanwalt Kurt Rebmann die ersten Fahndungserfolge: „Wir vermuten die Täter natürlich im Kreis der militanten Startbahngegner, und wir kennen diesen Kreis in etwa. Wir suchen bei Personen, die wir als tatverdächtig im weitesten Sinne ansehen. Diese Durchsuchungen haben zu einigen Festnahmen geführt.“
Der Haftbefehl gegen Andreas E. wegen des Verdachts des Mordes erging am 4. November 1987. Andreas E. bestritt die Tat jedoch. Er gab an, er könne sich den Waffenfund bei ihm nur so erklären, dass ihm jemand die Pistole unbemerkt zugesteckt habe. Später nannte er auch einen Namen: Der Mitdemonstrant Frank H. habe ihm etwas in den Rucksack gelegt, was Andreas E. abwechselnd als Funkgerät, als Schreckschusspistole oder auch einfach nur als Gegenstand identifiziert haben will. Anfang Dezember 1987 ließ er eine Erklärung durch seinen Verteidiger verbreiten: „Die gegen mich erhobenen Vorwürfe treffen nicht zu. Ich habe nicht mit der bei mir gefundenen Waffe auf Polizisten geschossen und bin an der Tat auch nicht beteiligt. Ich verurteile die jetzt mir vorgeworfene Tat, und ein derartiges Vorgehen hat und hätte nie meine Billigung gefunden.“

### Festnahme des Tatverdächtigen Frank H.
Die ersten Aussagen des Beschuldigten Andreas E. belasteten im Wesentlichen den Mitbeschuldigten, den damals 24-jährigen arbeitslosen, zwangsexmatrikulierten Politologie- und Musikstudenten Frank H. So gab Andreas E. an, er und sein Komplize hätten kurz vor der Tat auf einer Art improvisiertem Schießstand in einem Wald nahe Walldorf die Tatwaffe ausprobiert. Die Spurensicherung der Kripo fand nach der Beschreibung tatsächlich den beschriebenen Ort. Dort befanden sich zwei Styroporstücke, auf denen Zielscheiben aufgezeichnet waren. Die Beschuldigten hatten gemeinsam 20 Schüsse auf die Zielscheiben abgegeben, denn es wurden 20 Patronenhülsen gefunden. Die Zielscheiben wiesen insgesamt elf Treffer auf.
Am 6. November 1987 erließ der Ermittlungsrichter am Bundesgerichtshof auch gegen Frank H. Haftbefehl wegen Mordes. Das Bekanntwerden der Festnahme Andreas E.s und dessen Angaben sowie der ausgestellte Haftbefehl veranlassten den Tatverdächtigen Frank H. dazu, unterzutauchen und Mitte November 1987 nach Amsterdam zu flüchten. In einem offenen Brief bestritt er, etwas mit der Tat zu tun zu haben. Da er kein rechtsstaatliches Verfahren erwarte, werde er sich den Behörden nicht stellen. Die Kriminalpolizei hatte unterdessen bei der Durchsuchung seiner Wohnung ein Papier beschlagnahmt, in dem er darüber sinnierte, ob es „eventuell möglich“ sei, „die Startbahn zum Kippen zu bringen, wenn wir den Kampf mit Mollis und Stahlkugeln verstärken und Bullen töten, um den politischen Preis für die Herrschenden so in die Höhe zu treiben, daß sie uns hören und neue Verhandlungen eingehen?“
Die Ergreifung des Tatverdächtigen Frank H. am 18. März 1988 war schließlich auf einen Zufall zurückzuführen: Am besagten Tag suchte er im Amsterdamer Drogenviertel eine Straßenprostituierte auf. Frank H. war nicht fehlsichtig, er trug zur Tarnung eine Brille mit normalem Glas. Diese Prostituierte nahm häufig brillentragenden Männern, mit denen sie auf der Straße ins Gespräch kam, die Brille weg, um den nun unscharf Sehenden für die Rückgabe der Brille Geld abzupressen. Den Trick versuchte sie nunmehr auch bei Frank H. Diesen Vorfall beobachteten jedoch uniformierte Polizisten, die sogleich in die Situation eingriffen. Sie baten Frank H., sie zur Anzeigenerstattung aufs Polizeirevier zu begleiten. Frank H. machte sich allerdings verdächtig, da er in diesem Augenblick versuchte zu fliehen. Die anschließende Personalienüberprüfung führte dann zu seiner Festnahme. Frank H. wurde im Januar 1989 an die Bundesrepublik ausgeliefert.

### Herkunft der Tatwaffe

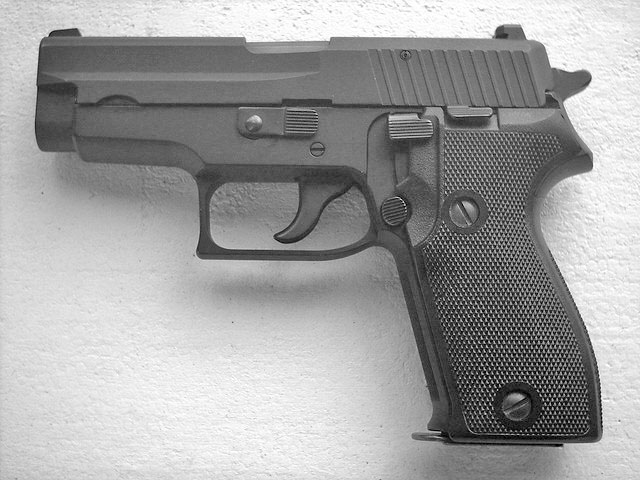
P225 der Firma SIG Sauer

Die von Andreas E. verwendete Tatwaffe stammte ihrerseits selbst aus einem Verbrechen, das ein Jahr zuvor gegenüber einem Kriminalbeamten begangen worden war: Am 8. November 1986 war ein 33-jähriger Kriminalhauptmeister während einer Kundgebung zur zivilen Aufklärung vor den Hanauer Nuklearbetrieben (Alkem/Nukem) eingesetzt. Rund ein Dutzend mit Motorradmützen oder Palästinensertüchern maskierte Demonstranten kamen auf ihn zu und umzingelten ihn. Nach der Frage, ob er „ein Zivi“ sei, entwendeten sie ihm seine Handschellen und sein Reizgassprühgerät; ebenso sein Portemonnaie mit Dienstausweis, Führerschein und EC-Karte. Als die Vermummten seine Dienstwaffe forderten, griff er zu ihr und hielt sie im Holster fest. Die Angreifer stießen ihn zu Boden und zerrten ihn an den Haaren ziehend wieder auf die Beine. Einer von ihnen raubte dem Kriminalbeamten schließlich die SIG-Sauer-Dienstwaffe aus seinem Holster. Der Beamte flüchtete anschließend zu seinem Dienstfahrzeug.
Später hatten Polizeieinheiten den Autonomentreff „Brückenkopf“ in Hanau umstellt, da sie dort die geraubte Schusswaffe vermuteten. Die Polizeieinheiten durften jedoch keine weiteren Maßnahmen treffen und mussten unverrichteter Dinge abziehen, da die Einsatzleitung keine gewaltsame Auseinandersetzung riskieren wollte. Bis heute ist ungeklärt, wer an dem Raub der Dienstwaffe beteiligt war. Die Bundesanwaltschaft ging davon aus, dass Andreas E. einer der Autonomen war, die den Kriminalbeamten beraubten.

## Gerichtsverfahren

### Anklage
Die Bundesanwaltschaft klagte Andreas E., Frank H. sowie sieben weitere Personen aus der Gruppe an, deren Kopf Andreas E. gewesen sein soll. Die Anklage lautete gegen die beiden Hauptangeklagten auf Mord in zwei Fällen und versuchten Mord in zwei weiteren Fällen. Die Bundesanwaltschaft warf ihnen vor, „ihrem gemeinsamen Tatplan entsprechend im Schutze der Dunkelheit“ auf die Polizeibeamten abwechselnd geschossen zu haben. Daneben sollen die beiden Hauptangeklagten den Raub der Dienstwaffe in Hanau ein Jahr vor den tödlichen Schüssen begangen haben. Die Ankläger wollten nachweisen, dass sich innerhalb der Anti-Startbahn-Bewegung ein militanter Kern gebildet hatte, der in strafrechtlicher Hinsicht anfangs eine kriminelle, später eine terroristische Vereinigung war. Denn in wechselnder Beteiligung, aber stets langfristig geplant hätten die Mitglieder Anschläge auf Hochspannungsmasten und Einrichtungen der Startbahn West zu verantworten. Es sei ein Gesamtschaden von 4,9 Millionen D-Mark entstanden.

### Verfahrensabtrennung und Entlastungszeugen

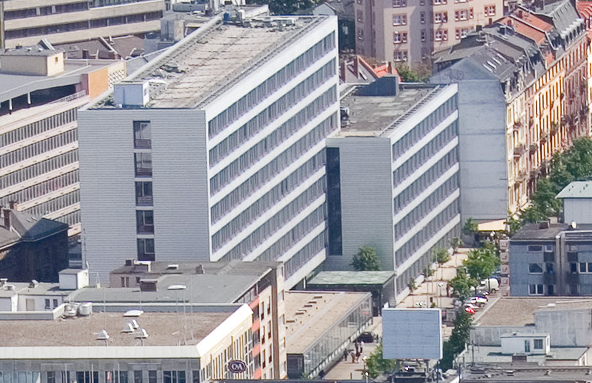
Das Oberlandesgericht Frankfurt am Main hat seit 1971 seinen Sitz in einem Bürokomplex an der Zeil

Der sogenannte Frankfurter Startbahnprozess begann am 23. Februar 1989 vor dem 5. Strafsenat (Staatsschutzsenat) des Oberlandesgerichtes Frankfurt am Main. Schon kurze Zeit später wurden die Verfahren gegen vier Angeklagte wegen der Strommastaktionen abgetrennt: Sie räumten die Taten ein, im Gegenzug wurden die Anklagen wegen Mitgliedschaft in einer kriminellen bzw. terroristischen Vereinigung fallengelassen. Drei Angeklagte erhielten Freiheitsstrafen unter zwei Jahren, die zur Bewährung ausgesetzt wurden, eine Angeklagte wurde nicht verurteilt.
Am 113. Verhandlungstag im Dezember 1990 wurden zwei Entlastungszeugen vor Gericht gehört. Die Verteidigung des Angeklagten Frank H. hatte sie benannt. Der erste Zeuge, ein Berliner Student, schilderte, dass er den ihm vom Sehen her bekannten Angeklagten Frank H. an der Weggabelung nahe den Barrikaden getroffen habe. Nachdem die Hundertschaften der Polizei vom Startbahngelände in Richtung der Barrikaden vorgerückt seien, seien er und Frank H. über die Mönchbruchwiesen in Richtung Gundbach gelaufen. Dort hätten sich beide noch einige Minuten aufgehalten, bevor sie sich vom Ort der Auseinandersetzungen entfernt hätten.
Der zweite Zeuge, ein EDV-Techniker aus Bonn, gab an, er habe sich nach der polizeilichen Auflösungsverfügung in Richtung Gundbach abgesetzt. Dort habe er den Angeklagten Frank H. gesehen, mit dem er einige Worte gewechselt habe. Danach sei er auf mehrere vermummte Personen gestoßen, von denen eine mit einer scharfen Schusswaffe in die Luft geschossen habe und die Flutlichter der Polizei habe treffen wollen. Ob es sich bei dieser Person jedoch tatsächlich um den ihm vom Sehen und Vornamen her bekannten Angeklagten Andreas E. gehandelt habe, konnte der Zeuge weder ausschließen noch bestätigen.
Am 17. Januar 1991 gab das Oberlandesgericht Frankfurt am Main bekannt, dass der Mordvorwurf gegen die beiden Angeklagten nicht mehr haltbar sei. Letztlich komme anstelle des Mordvorwurfs eine Verurteilung wegen Totschlags, auch in Alleintäterschaft, in Betracht. Die Bundesanwaltschaft hielt allerdings in ihrem Plädoyer am 18. Februar 1991 am Mordvorwurf fest und forderte für beide Hauptangeklagte jeweils eine lebenslange Freiheitsstrafe.

### Urteile und Revision
Am 15. März 1991 sprach das Gericht das Urteil: Andreas E. wurde wegen Totschlags, versuchten Totschlags und Mitgliedschaft in einer kriminellen Vereinigung zur für diese Delikte höchstmöglichen Strafe von 15 Jahren verurteilt. Das Gericht sah es als nicht erwiesen an, dass Andreas E. und Frank H. abwechselnd geschossen hatten. Das Gericht hielt die Tat auch weder für heimtückisch, noch habe Andreas E. aus niedrigen Beweggründen gehandelt. Es habe offenbleiben müssen, „welche Motive ihn zu den Schüssen auf die Polizeibeamten steuerten“.
Der Angeklagte Frank H. wurde vom Vorwurf des Totschlags und versuchten Totschlags freigesprochen. Er erhielt wegen der Mitgliedschaft in einer kriminellen Vereinigung viereinhalb Jahre Freiheitsstrafe. Durch die Untersuchungs- und Auslieferungshaft waren bereits drei Jahre abgegolten, der Rest wurde zur Bewährung ausgesetzt.
Sowohl die Anklagebehörde, die nach wie vor von Mord ausging, als auch der Verurteilte Andreas E. hielten das Urteil für fehlerhaft und legten jeweils Revision ein. Der Bundesgerichtshof bestätigte im Februar 1993 die Rechtsauffassung des Oberlandesgerichtes Frankfurt am Main. Zur heimtückischen Tötung gehöre die Arglosigkeit des Opfers. Angesichts der „fortdauernden offenen Feindseligkeiten zwischen Polizei und Demonstranten“ sei diese vom Oberlandesgericht rechtsfehlerfrei verneint worden. Auch lägen keine niedrigen Beweggründe vor, die Erschießung der beiden Polizeibeamten unterscheide sich in „wesentlichen Punkten“ von terroristischen Anschlägen, für die die Rechtsprechung niedrige Beweggründe stets annahm. Trotz der Bestätigung durch den BGH blieb das Urteil umstritten. Die Revision des Verurteilten gegen das Urteil als solches verwarf der BGH als unbegründet.
Andreas E. wurde im Oktober 1997 nach verbüßten zwei Dritteln aus der Haft entlassen.

## Reaktionen und Folgen

### Polizei
In Frankfurt am Main formierte sich einen Tag nach der Tat ein langer Trauerzug mit Fackelträgern. Er bestand aus rund 6000 zumeist uniformierten Polizeibeamten und zog vom Polizeipräsidium bis zur Paulskirche. Der damalige Hessische Ministerpräsident Walter Wallmann und der damalige Frankfurter Oberbürgermeister Wolfram Brück führten den Schweigemarsch an. Wallmann hielt in diesem Zusammenhang an der Paulskirche eine Rede, in der er der Polizei für ihren täglichen Einsatz dankte. In Hamburg beteiligten sich ebenfalls mehr als 6000 zumeist uniformierte Polizeibeamte an einem Trauermarsch vom Polizeipräsidium bis in die Innenstadt. Der Schweigemarsch wurde vom damaligen Innensenator Volker Lange und den Fraktionsvorsitzenden der in der Hamburger Bürgerschaft vertretenen Parteien – mit Ausnahme der Grün-Alternativen Liste – angeführt. In West-Berlin demonstrierten etwa 2000 Polizeibeamte, darunter annähernd die gesamte Berliner Polizeiführung. Der Landespolizeidirektor Kittlaus warnte vor Überreaktionen der Polizei und der Politiker. An der Demonstration beteiligte sich auch beinahe die gesamte Fraktion der Alternativen Liste Berlin. In vielen anderen westdeutschen Städten demonstrierten ebenfalls Hunderte oder Tausende Polizisten; in Dortmund verteilten rund 250 Polizeibeamte Flugblätter, in denen sie vor einer Überreaktion warnten.
Auf die Tat reagierten auch die drei Gewerkschaften innerhalb der Polizei. Die Deutsche Polizeigewerkschaft gab an, in die Trauer um den Tod der beiden Bereitschaftspolizisten mische sich „eine unbeschreibliche Wut aller Polizeibeamten über ihre Rolle, Gewalt tolerieren zu müssen, wo längst konsequentes Handeln gefordert“ gewesen sei. Die Gewerkschaft der Polizei beklagte eine Eskalation der Gewalt, in der sich die Gesellschaft längst an „Mollis und Stahlkugeln“ bei Demonstrationen gewöhnt habe. Der Bund Deutscher Kriminalbeamter forderte die „konsequente Verfolgung und vollständige Zerschlagung der Strukturen der Verbrechertrupps vermummter Gewalttäter“.

### Startbahngegner
Innerhalb der Szene der Startbahngegner kam es nach den tödlichen Schüssen zur Bildung eines sogenannten „Ermittlungsausschusses“, der aus 20 bis 25 Personen bestand. Diese Personen waren seit Jahren in der Startbahnbewegung aktiv und genossen das Vertrauen der Startbahngegner. Während einer der exponiertesten Startbahngegner, Alexander Schubart, nach der Tat dazu aufforderte, über einen „einseitigen Gewaltverzicht“ auf Seiten der Demonstranten nachzudenken, ging der zur Militanz neigende Teil der Bewegung dazu über, Andreas E. als Opfer der Fahndungshysterie der Sonderkommission und der Bundesanwaltschaft zu bezeichnen. Der „Ermittlungsausschuss“ indes spekulierte zunächst darüber, ob ein Agent Provocateur oder ob jemand aus den eigenen Reihen hinter dem Verbrechen stehe, ob es ein Einzeltäter oder ob es die Entscheidung einer Gruppe gewesen sei, ob der Tod der eingesetzten Polizeibeamten geplant oder ob die Schüsse spontan aus der Situation heraus abgegeben worden seien. Später konzentrierten sich die Anstrengungen des „Ermittlungsausschusses“ darauf, den möglichen Ablauf der Tat herauszufinden und eine eigene politische Einschätzung hierzu zu erarbeiten. Die Kriminalpolizei hatte nach den Taten reihenweise Startbahngegner als mögliche Zeugen vorgeladen und sowohl zu den Tötungsdelikten als auch zu anderen militanten Aktionen vernommen. In diesen Vernehmungen war es auch zu belastenden Aussagen gekommen. Daher war es die Absicht des „Ermittlungsausschusses“, die Spirale aus Aussagen, Belastungen, Einlassungen und gegenseitigen Verratsvorwürfen zu beenden, indem sie unter dem Slogan „Anna und Arthur halten’s Maul“ zu einer Kampagne aufriefen, künftig die Aussagen zu verweigern und die bereits gemachten Aussagen vor Gericht zurückzuziehen. Drei Monate lang bewerteten über 40 Startbahngegner den Vorfall und kamen zum Schluss:

„Wir wissen nicht, wer und ob jemand aus unseren Reihen geschossen hat. Wir wissen aber, daß der Einsatz von Schusswaffen auf Demonstrationen immer nur Überlegungen der Polizei waren, aber zu keinem Zeitpunkt der Startbahnbewegung ein von uns übernommenes Konzept […] Schüsse, an deren Richtung wir zweifel(te)n, sind kein Ausdruck radikalen Handelns, das für sich spricht. Diese tödlichen Schüsse entsprechen keinem gemeinsamen Vorgehen, sondern einer militärischen Logik, die das eigene Handeln und die Mittel nicht mehr aus unseren Zielen und gemeinsamen Möglichkeiten heraus bestimmt, sondern ausschließlich daran mißt, wie man die Verluste des Feindes effektiv erhöhen kann. So eindeutig unsere Kritik ist, so unmissverständlich unsere Haltung, niemanden dieser Justiz auszuliefern. […] Wir wissen, daß wir den ‚Punkt Null‘ lange verlassen haben: Dort die Justiz, die außer ihren ‚Indizien‘ nichts in der Hand hat, hier wir, die Startbahnbewegung, die dieser Justiz nichts zu sagen hat. Einige von uns haben z. T. weitreichende belastende Aussagen gemacht, nicht nur gegen sich, sondern auch gegen andere. Die gegenseitige Solidarität wurde zerstört, das daraus entstandene Mißtrauen zum Hebel für Verhörbullen, um weitere Aussagen zu erzwingen. Wir haben dieses Aussagekarussel unter großen Anstrengungen zum Stoppen gebracht. Wir wollen nicht, dass dieses Aussagekarussel im Prozess neu angetreten wird. […] Wir fordern alle Angeklagten und Zeugen auf, ihre belastenden Aussagen zu Beginn des Prozesses zurückzunehmen.“

### Autonome
Innerhalb der autonomen Szene war die Ablehnung der Tötungsdelikte einhellig. Am Tag nach der Tat erklärten Frankfurter Autonome, dass die bisher angewandte Gewalt „immer eine andere Dimension“ gehabt und mit „blankem banalem Mord“ nichts gemein habe. Diese Distanzierung von den Tötungsdelikten hielt der damalige Leiter des Hamburger Verfassungsschutzes Christian Lochte zwar einerseits für glaubwürdig, andererseits konstatierte er, dass sich der Schwarze Block die politische Verantwortung für die Tat vorhalten lassen müsse: Wer so viel Hass auf die Polizei predige und mit Molotowcocktails auf Polizeibeamte ziele, dürfe sich nicht wundern, wenn jemand zur Waffe greife und abdrücke.
In einer Stellungnahme der Frankfurter Autonomen distanzierten sich diese erstmals uneingeschränkt vom „feigen Mord“ und erklärten in deutlichen Worten, dass der Täter nicht in „ihre Reihen gehört, auch wenn er sich selbst dazu zählen mag.“ Am der Tat folgenden Sonntagsspaziergang wandte die Polizei die „Strategie der Bürgernähe“ an, indem sie sich ohne Helm in kleinen Gruppen unter die Sonntagsspaziergänger mischte. Das Mauertor zur Startbahn war weit geöffnet, und es gab einen freien Durchgang auf das Startbahngelände. Auch etwa 70 Autonome signalisierten Gewaltfreiheit, indem sie sich nicht vermummten und anstandslos vor dem Spaziergang auf den Waldwegen von der Polizei durchsuchen ließen. Eine Gruppe von Autonomen hielt in einem Flugblatt „militante Gegenwehr“ zwar weiterhin für sinnvoll, allerdings sei „die Anwendung von Schußwaffen in solchen Situationen undenkbar“.
Im Vorfeld des Startbahnprozesses anderthalb Jahre später erschien in der Zeitung Arbeiterkampf ein verklausulierter Beitrag mit autonomer Selbstkritik. Dort hieß es, dass Andreas E. nicht vom „Himmel gefallen“, also kein außenstehender Täter sei, sondern dass er seine Geschichte mit der Startbahnbewegung habe: „Er steht, wie viele andere, für die Tendenz, (zu zögernd) geforderte Auseinandersetzungen um kontroverse Vorstellungen in der Herangehensweise zu boykottieren“.

### Ende der Protestbewegung
Die Protestbewegung gegen die Startbahn West als solche brach in der Folge der tödlichen Schüsse schließlich auseinander. Der erste organisierte Protest gegen die Startbahn löste sich auf und sollte über Jahre hinweg nicht mehr erstarken. Einer der Sprecher der Bürgerinitiative, Dirk Treber, brachte es so auf den Punkt: „Die Kugeln trafen auch die Bewegung tödlich. Danach gab es keinen organisierten Protest mehr gegen die Startbahn. Die Tat war damals für alle absolut unbegreiflich.“
Das Komitee für Grundrechte und Demokratie konstatierte 1988, dass „die Linke, die sich bislang als Opfer“ gesehen habe, sich „plötzlich in der Rolle des Täters“ wiederfinde. Außerdem könnte sich „das moralische Gefälle, das die Akteure zumeist stillschweigend im Verhältnis zwischen Bewegungen und Staat unterstellt“ hätten, umgekehrt haben.
Joschka Fischer, damals Fraktionsvorsitzender der Grünen im Hessischen Landtag, gab seinerzeit an, dass in dieser Nacht ein Tabu verletzt worden sei, die „Zeit der sozialen Bewegungen“ sei nun vorbei.